# Berezovîci, Volodîmîr-Volînskîi
Berezovîci (în ucraineană Березовичі, poloneză Berezowicze) este localitatea de reședință a comunei Berezovîci din raionul Volodîmîr-Volînskîi, regiunea Volînia, Ucraina.

## Demografie
Componența lingvistică a localității Berezovîci
     Ucraineană (98,21%)
     Rusă (1,49%)
     Alte limbi (0,15%)
Conform recensământului din 2001, majoritatea populației localității Berezovîci era vorbitoare de ucraineană (98,21%), existând în minoritate și vorbitori de rusă (1,49%).